# Sân vận động trong nhà Singapore
Sân vận động trong nhà Singapore (tiếng Anh: Singapore Indoor Stadium) là một nhà thi đấu nằm ở Kallang, Singapore. Nhà thi đấu nằm gần với Sân vận động Quốc gia Singapore, cả hai đều là một phần của Trung tâm Thể thao Singapore. Nhà thi đấu có sức chứa tối đa là 15.000 người tùy thuộc vào cấu hình, với cấu hình toàn chỗ ngồi là 12.000 người.
Sân vận động trong nhà Singapore được sử dụng chủ yếu cho các trận đấu cầu lông, bóng rổ, bóng lưới, quần vợt, thể thao điện tử, đấu vật chuyên nghiệp, võ thuật tổng hợp, kickboxing và các cuộc đua xe tải quái vật cũng như các buổi hòa nhạc. Tổ chức ONE Championship thường xuyên tổ chức các sự kiện tại đây. Năm 2015, Sân vận động trong nhà Singapore đã bán được 72.342 vé cho các sự kiện. Vào năm 2022, nhà thi đấu này dự kiến sẽ tổ chức The International 2022, giải đấu thể thao điện tử Dota 2 hàng năm và là giải đấu thể thao điện tử có tổng giá trị giải thưởng lớn nhất.
Khán giả có thể đi đến nhà thi đấu bằng tàu điện ngầm thông qua ga MRT Sân vận động thuộc Tuyến Vòng tròn và ga MRT Tanjong Rhu thuộc Tuyến Thomson–Bờ Đông. Nhà thi đấu cũng kết nối trực tiếp với ga MRT Kallang thuộc Tuyến Đông Tây qua các lối đi có mái che.

## Lịch sử
Việc xây dựng bắt đầu vào ngày 1 tháng 1 năm 1985 với chi phí 90 triệu đô la Singapore. Sân vận động này, được thiết kế bởi kiến trúc sư người Nhật Kenzo Tange và có một cái mái hình nón ở trên. Nó được hoàn thành vào ngày 1 tháng 3 năm 1987 và chính thức mở cửa vào ngày 1 tháng 7 năm 1988.
Vào ngày 31 tháng 12 năm 1989, sân vận động đã được chính thức khánh thành bới Thủ tướng đầu tiên của Singapore, Lý Quang Diệu.

## Sức chứa
Do cấu hình sân khấu linh hoạt, sức chứa của sân vận động này thay đổi từ 7.306-7.968 cho các buổi hòa nhạc đến 8.126-10.786 cho các sự kiện thể thao. Nhưng sức chứa tối đa là khoảng 12.000.

## Phần nhìn ra mặt sông
Phía sau sân vận động có một phần hướng ra bờ sông được gọi là "Stadium Waterfront", ở đó có cửa hàng bán lẻ và nhà hàng phục vụ thức ăn ngoài trời, và đôi khi có những khu chợ phố.

## Sự kiện

### Các buổi hòa nhạc nổi bật
Sân vận động đã được dùng để tổ chức những buổi hòa nhạc và chương trình lớn của nhiều nghệ sĩ và ban nhạc nổi tiếng.

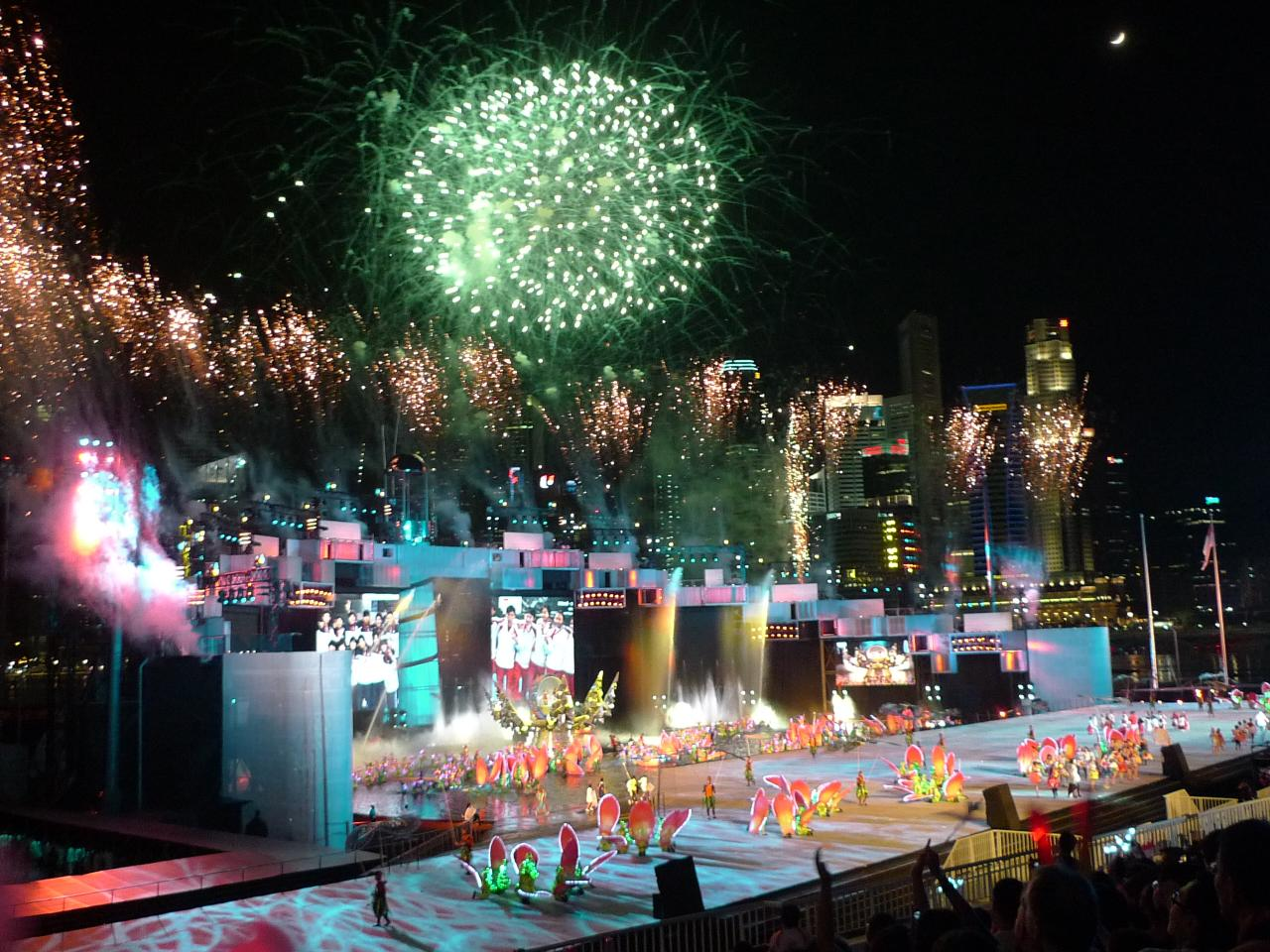
Lễ khai mạc Thế vận hội Thanh niên 2010

| Năm  | Ngày                 | Nghệ sĩ                      | Sự kiện                                            |
| ---- | -------------------- | ---------------------------- | -------------------------------------------------- |
| 1995 | 10 tháng 10          | Take That                    | Nobody Else Tour                                   |
| 2008 | 25 tháng 11          | Kylie Minogue                | KylieX2008 World Tour                              |
| 2009 | 23 tháng 3           | Coldplay                     | Viva La Vida Tour                                  |
| 2010 | 3 tháng 2            | Muse                         | The Resistance Tour                                |
| 2011 | 29 tháng 1           | Super Junior                 | Super Show 3                                       |
| 2011 | 30 tháng 1           | Super Junior                 | Super Show 3                                       |
| 2011 | 7 tháng 2            | Janet Jackson                | Number Ones: Up Close and Personal Tour            |
| 2011 | 9 tháng 2            | Taylor Swift                 | Speak Now World Tour                               |
| 2011 | 15 tháng 2           | Iron Maiden                  | The Final Frontier World Tour                      |
| 2011 | 23 tháng 2           | Eagles                       | Long Road Out of Eden Tour                         |
| 2011 | 19 tháng 4           | Justin Bieber                | My World Tour                                      |
| 2011 | 9 tháng 5            | Avril Lavigne                | The Black Star Tour                                |
| 2011 | 14 tháng 5           | Show Luo                     | Dance Without Limits' Encore World Live Tour       |
| 2011 | 29 tháng 6           | Kylie Minogue                | Aphrodite World Tour                               |
| 2011 | 1 tháng 8            | The Cranberries              |                                                    |
| 2011 | 11 tháng 8           | James Blunt                  |                                                    |
| 2011 | 21 tháng 8           | Paramore                     |                                                    |
| 2011 | 26 tháng 8           | Jacky Cheung                 | Jacky Cheung 1/2 Century World Tour                |
| 2011 | 27 tháng 8           | Jacky Cheung                 | Jacky Cheung 1/2 Century World Tour                |
| 2011 | 28 tháng 8           | Jacky Cheung                 | Jacky Cheung 1/2 Century World Tour                |
| 2011 | 29 tháng 8           | Jacky Cheung                 | Jacky Cheung 1/2 Century World Tour                |
| 2011 | 30 tháng 8           | Jacky Cheung                 | Jacky Cheung 1/2 Century World Tour                |
| 2011 | 10 tháng 9           | Shinee                       | Shinee WORLD                                       |
| 2011 | 3 tháng 10           | Westlife                     | Gravity Tour                                       |
| 2011 | 29 tháng 11          | Mnet Asian Music Awards 2011 | Mnet Asian Music Awards 2011                       |
| 2011 | 4 tháng 12           | TVXQ                         | TVXQ Asia Fan Party                                |
| 2011 | 9 tháng 12           | Girls' Generation            | 2011 Girls' Generation Tour                        |
| 2011 | 10 tháng 12          | Girls' Generation            | 2011 Girls' Generation Tour                        |
| 2012 | 18 tháng 2           | Super Junior                 | Super Show 4                                       |
| 2012 | 20 tháng 3           | Jessie J                     | Heartbeat Tour                                     |
| 2012 | 28 tháng 4           | L'Arc-en-Ciel                | 20th L'Anniversary World Tour 2012                 |
| 2012 | 28 tháng 5           | Lady Gaga                    | Born This Way Ball World Tour                      |
| 2012 | 29 tháng 5           | Lady Gaga                    | Born This Way Ball World Tour                      |
| 2012 | 30 tháng 5           | Lady Gaga                    | Born This Way Ball World Tour                      |
| 2012 | 5 tháng 5            | Russell Peters               | Notorious World Tour                               |
| 2012 | 6 tháng 5            | Russell Peters               | Notorious World Tour                               |
| 2012 | 28 tháng 9           | Big Bang                     | Big Bang Alive Galaxy Tour 2012                    |
| 2012 | 29 tháng 9           | Big Bang                     | Big Bang Alive Galaxy Tour 2012                    |
| 2012 | 1 tháng 12           | 2NE1                         | 2NE1 New Evolution World Tour 2012                 |
| 2012 | 8 tháng 12           | Shinee                       | Shinee WORLD II                                    |
| 2012 | 15 tháng 12          | The Jacksons                 | Unity Tour                                         |
| 2013 | 17 tháng 1           | Swedish House Mafia          | One Last Tour                                      |
| 2013 | 1 tháng 3            | Show Luo                     | Over The Limit                                     |
| 2013 | 29 tháng 3           | The Script                   |                                                    |
| 2013 | 13 tháng 4           | CNBLUE                       | Blue Moon World Tour                               |
| 2013 | 26 tháng 4           | Namie Amuro                  | 20th Anniversary Asian Tour                        |
| 2013 | 6 tháng 6            | Jay Chou                     | Opus Jay Chou World Tour                           |
| 2013 | 15 tháng 6           | Mayday                       | [Nowhere] World Tour                               |
| 2013 | 29 tháng 6           | G-Dragon                     | G-Dragon 2013 1st World Tour                       |
| 2013 | 30 tháng 6           | G-Dragon                     | G-Dragon 2013 1st World Tour                       |
| 2013 | 6 tháng 7            | Super Junior                 | Super Show 5                                       |
| 2013 | 5 tháng 10           | Infinite                     | 2013 Infinite 1st World Tour 'ONE GREAT STEP'      |
| 2013 | 12 tháng 10          | Girls' Generation            | Girls' Generation World Tour Girls & Peace         |
| 2013 | 26 tháng 10          | S.H.E                        | 2GETHER 4EVER WORLD TOUR                           |
| 2013 | 9 tháng 11           | JJ Lin                       | Timeline Tour                                      |
| 2014 | 15 tháng 2           | Avril Lavigne                | Avril Lavigne On Tour                              |
| 2014 | 4 tháng 3            | Eric Clapton                 | Live In Singapore                                  |
| 2014 | 26 tháng 3           | Bruno Mars                   | The Moonshine Jungle Tour                          |
| 2014 | 14 tháng 4           | Lionel Richie                | All The Hits, All Night Long                       |
| 2014 | 16 tháng 4           | André Rieu                   | André Rieu & His Johann Strauss Orchestra          |
| 2014 | 3 tháng 5            | Show Luo                     | Over the Limit: Dance Soul Returns World Live Tour |
| 2014 | 10 tháng 5           | CNBLUE                       | Can't Stop in Singapore                            |
| 2014 | 7 tháng 6            | Sam Hui                      | What A Wonderful World                             |
| 2014 | 12 tháng 6           | Taylor Swift                 | The Red Tour                                       |
| 2014 | 21 tháng 6           | Jonathan Lee                 | Jonathan Lee Singapore Concert 2014                |
| 2014 | 28 tháng 6           | 2NE1                         | AON: All Or Nothing World Tour                     |
| 2014 | 29 tháng 6           | Jessica Mauboy               | To the End of the Earth Tour                       |
| 2014 | 6 tháng 7            | Jessica Mauboy               | To the End of the Earth Tour                       |
| 2014 | 13 tháng 7           | Jessica Mauboy               | To the End of the Earth Tour                       |
| 2014 | 23 tháng 8           | EXO                          | Exo from Exoplanet: The Lost Planet                |
| 2014 | 30 tháng 8           | SodaGreen                    |                                                    |
| 2016 | 9 tháng 1            | EXO                          | EXO PLANET 2 - The EXO'luXion                      |
| 2016 | 10 tháng 1           | EXO                          | EXO PLANET 2 - The EXO'luXion                      |
| 2017 | 2 tháng 4            | EXO                          | EXO PLANET 3 - The EXO'rDIUM                       |
| 2018 | 3 tháng 3            | EXO                          | EXO PLANET 4 – The EℓyXiOn                         |
| 2019 | 15 tháng 2           | Blackpink                    | In Your Area World Tour                            |
| 2019 | 17 tháng 11          | Tiết Chi Khiêm               | Skyscraper World Tour                              |
| 2022 | 2 tháng 7            | NCT 127                      | Neo City – The Link                                |
| 2022 | 3 tháng 9            | Super Junior                 | Super Show 9: Road                                 |
| 2022 | 13 tháng 10          | Seventeen                    | Be The Sun World Tour                              |
| 2023 | 5 tháng 2            | Stray Kids                   | Maniac World Tour                                  |
| 2023 | 1 tháng 4            | TXT                          | ACT: Sweet Mirage World Tour                       |
| 2023 | 8 tháng 4            | Treasure                     | TREASURE "HELLO" Tour                              |
| 2023 | 1 tháng 5            | NCT Dream                    | The Dream Show 2: In A Dream                       |
| 2023 | 16, 17 và 18 tháng 6 | Suga                         | Suga Agust D Tour                                  |
| 2023 | 2-3 tháng 9          | Twice                        | Ready to Be World Tour                             |
| 2024 | 20-21 tháng 1        | Enhypen                      | Fate World Tour                                    |
| 2024 | 24 tháng 2           | Ive                          | Show What I Have World Tour                        |
| 2024 | 20 tháng 7           | Aespa                        | Synk: Parallel Line                                |
| 2024 | 7 tháng 9            | TXT                          | Act: Promise World Tour                            |
| 2024 | 11 tháng 11          | Lisa                         | Lisa Fan Meetup in Asia                            |
| 2024 | 21 và 22 tháng 12    | 2NE1                         | Welcome Back Tour                                  |

### Thi đấu thể thao
| Năm           | Ngày             | Sự kiện                                                              |
| ------------- | ---------------- | -------------------------------------------------------------------- |
| 2006–2008     | —                | National Basketball League                                           |
| 2007          | 28 tháng 7       | SmackDown! SummerSlam Tour                                           |
| 2008          | 30 tháng 11      | Trận bóng rổ giữa Talk 'N Text Tropang Texters và San Miguel Beermen |
| 2009–hiện tại | —                | Asean Basketball League                                              |
| 2009          | 29 tháng 6       | Lễ khai mạc Đại hội Thể thao Trẻ châu Á 2009                         |
| 2010          | 15–19 tháng 8    | Thi đấu cầu lông tại Thế vận hội Thanh niên Mùa hè 2010              |
| 2014          | 8-13 tháng 4     | OUE Singapore Open 2014                                              |
| 2014          | 17 - 26 tháng 10 | WTA Tour Championships                                               |